# 爱德华·穆尔
爱德华·穆尔（英語：Edward Moore，1897年10月20日—1968年2月9日），美国男子赛艇运动员。他曾代表美国参加1920年夏季奥林匹克运动会赛艇比赛，获得男子八人单桨有舵手金牌。